# Paul Walter Hauser
Paul Walter Hauser (Grand Rapids, 1986. október 15. –) Primetime Emmy- és Golden Globe-díjas amerikai színész és profi pankrátor.
Ő alakította a gyilkos Larry Hallt a 2022-es Fekete madár bűnügyi minisorozatban, amelyért Golden Globe-díjat és Primetime Emmy-díjat kapott, valamint a Netflix Cobra Kai című sorozatában Stingray megformálásáról is ismert. Áttörő alakítását Clint Eastwood Richard Jewell balladája című drámafilmjének címszereplőjeként nyújtotta 2019-ben. Emellett számos amerikai filmben játszott mellékszerepeket, és a 2024-es Agymanók 2.-ben ő kölcsönözte Ciki hangját. Alkalmi profi pankrátorként a Major League Wrestlinghez van szerződtetve.

## Fiatalkora
1986. október 15-én született a michigani Saginawban. Szülei Deborah és Paul Hauser tiszteletes, evangélikus lelkész.
A Valley Lutheran High Schoolba, egy magán egyházi iskolába járt Saginawban. A chicagói Concordia Egyetemre járt, mielőtt abbahagyta volna, hogy a szórakoztatóiparban folytathassa karrierjét.

## Pályafutása
Shawn Eckhardtot alakította a 2017-es Én, Tonya című filmben, Dale-t a 2010-es Virginia című filmben, valamint Keithet a Kingdom című televíziós sorozatban. Kezdetben statisztának szerepelt volna a Virginia című filmben, amely színészi debütálása lett volna, de megdicsérte Dustin Lance Black rendezőt, amiért 2009-ben megnyerte az Oscar-díjat a Legjobb eredeti forgatókönyvét (Milk). Ez arra késztette Blacket, hogy nagyobb szerepet írjon számára a filmben.
Mellékszereplő volt az Amazon webes sorozatában, a Betas-ban, majd 2018-ban feltűnt Lonnie Laloush szerepében a Baromi őrjárat 2. című filmben, illetve Ivanhoe-ként a Csuklyások – BlacKkKlansman című filmben. Vendégszerepelt több tévésorozatban is, például:
A megtörhetetlen Kimmy Schmidt, Éjszakai műszak, Superstore – Az agyament műszak, Key & Peele, Felhőtlen Philadelphia, Balfékek, Blunt Talk, Menned kell! – Egy este Tim Robinsonnal, Bupkis és Cobra Kai 2019-ben főszerepet játszott Clint Eastwood filmjében, a Richard Jewell balladájában, ahol ő alakította a címszereplőt, Richard Jewellt, azt a valódi biztonsági őrt, aki észrevette a bombát az 1996-os atlantai olimpiai parkban történt robbantásnál. 2020-ban szerepelt a Kanári című filmben, amely a koronavírus-világjárvány alapult.
2021-ben Hauser Horace Badun szerepét játszotta a Szörnyella című bűnügyi vígjáték-drámában, amely a Disney élőszereplős előzményfilmje a 101 kiskutya történetéhez képest. Raymond Porter szerepében is feltűnt a Cobra Kai sorozatban. Visszatérő karakterként szerepelt a 2. évadban, majd kulcsfontosságú antihőssé vált a 4. és 5. évadban. Bár főként komikus szerepeiről ismert, széles körű elismerést és kritikai dicséretet kapott, amiért a sorozatgyilkos Larry Hallt alakította a 2022-es Fekete madár című valós bűntényen alapuló minisorozatban, mely az Apple TV+-on jelent meg és James Keene memoárján alapult. A kritikus Nick Schager így írt alakításáról: „Még az őrült gonosztevők tengerében is Larry Hallja kiemelkedik, mint egy különösen ravasz őrült, annyira kiszámíthatatlan és nyugtalanító, hogy egyszerűen felejthetetlen.”
2024-ben szinkronizált a DreamWorks Animation által készített Orion és a Sötétség című filmben, valamint az Ciki nevű érzelmet szólaltatta meg a Pixar Agymanók 2. című animációs filmjében. Ugyanebben az évben Jennifer Garner oldalán szerepelt a Fruitcake című filmdrámában; a Chris Farley színész-komikusról szóló életrajzi filmben. 2025-ben szerepelt a Csupasz pisztoly franchise újraindításában; a Marvel-moziuniverzum A Fantasztikus 4-es: Első lépések című filmjében; egy Bruce Springsteenről szóló életrajzi filmben, a Springsteen: Szabadíts meg az ismeretlentőlben, Mike Batlan gitárművész szerepében. A Balls Up című vígjátékban is szerepelt Mark Wahlberg oldalán. 2024-ben szerepelt The Luckiest Man in America című filmben, amelyben Michael Larsont alakítja, egy versenyzőt, akit azzal vádolnak, hogy csalt az 1984-es Press Your Luck című vetélkedőben.

## Magánélete
Hauser 2020. július 23-án vette feleségül Amy Elizabeth Bolandot a kaliforniai Los Angelesben. Egy közös fiúgyermekük van.
Hauser keresztény. Feleségével együtt szerepeltek az I Am Second online keresztény multimédiás mozgalom videósorozatában.

## Filmográfia

### Film
| Év   | Magyar cím                                  | Eredeti cím                          | Szerep                                    | Magyar hang      |
| ---- | ------------------------------------------- | ------------------------------------ | ----------------------------------------- | ---------------- |
| 2010 |                                             | Virginia                             | Dale                                      |                  |
| 2011 |                                             | Demoted                              | zaklatott eladó (stáblistán nem szerepel) |                  |
| 2013 |                                             | iSteve                               | Pastey Jones                              |                  |
| 2017 | Én, Tonya                                   | I, Tonya                             | Shawn Eckhardt                            | Mészáros Máté    |
| 2018 | Baromi őrjárat 2.                           | Super Troopers 2                     | Lonnie Laloush                            |                  |
| 2018 | Csuklyások – BlacKkKlansman                 | BlacKkKlansman                       | Ivanhoe                                   | Kapácsy Miklós   |
| 2019 | Talkshow                                    | Late Night                           | Eugene Mancuso                            | Vajda Milán      |
| 2019 | Ütemek                                      | Beats                                | Terrence                                  | Mészáros Máté    |
| 2019 | Richard Jewell balladája                    | Richard Jewell                       | Richard Jewell                            | Elek Ferenc      |
| 2020 |                                             | Adam                                 | Trent                                     |                  |
| 2020 | Az 5 bajtárs                                | Da 5 Bloods                          | Simon                                     |                  |
| 2020 | Egyél műzlit!                               | Eat Wheaties!                        | James Fisk                                |                  |
| 2020 | Kanári                                      | Songbird                             | Michael Dozer                             | Schneider Zoltán |
| 2021 |                                             | Silk Road                            | Curtis Clark Green                        |                  |
| 2021 | Szörnyella                                  | Cruella                              | Horace Badun                              | Minárovits Péter |
| 2021 | Kuponkirálynők                              | Queenpins                            | Ken Miller                                | Elek Ferenc      |
| 2022 |                                             | Delia's Gone                         | Bo                                        |                  |
| 2022 |                                             | Aqua Teen Forever: Plantasm          | Elmer (hangja)'                           |                  |
| 2023 |                                             | Americana                            | Lefty Ledbetter                           |                  |
| 2023 | Vén csókák                                  | Old Dads                             | Tracy                                     |                  |
| 2024 | Orion és a Sötétség                         | Orion and the Dark                   | Sötétség (hangja)                         | Gémes Antos      |
| 2024 | Agymanók 2.                                 | Inside Out 2                         | Ciki (hangja)                             | Baráth István    |
| 2024 | A felbujtók                                 | The Instigators                      | Booch                                     |                  |
| 2024 |                                             | The Luckiest Man in America          | Michael Larson                            |                  |
| 2025 | A Fantasztikus 4-es: Első lépések           | The Fantastic Four: First Steps      | Harvey Elder / Vakondember                | Mészáros Máté    |
| 2025 | Csupasz pisztoly                            | The Naked Gun                        | Ed Hocken Jr. százados                    | Mészáros Máté    |
| 2025 | Springsteen: Szabadíts meg az ismeretlentől | Springsteen: Deliver Me from Nowhere | Mike Batlan                               |                  |

### Televízió
| Év        | Magyar cím                              | Eredeti cím                                | Szerep                       | Megjegyzések                           |
| --------- | --------------------------------------- | ------------------------------------------ | ---------------------------- | -------------------------------------- |
| 2005      |                                         | Too Late with Adam Carolla                 | Különböző szerepek (hangjai) | 2 epizód                               |
| 2010      | Balfékek                                | Community                                  | diák                         | 1 epizód                               |
| 2010      | Felhőtlen Philadelphia                  | It's Always Sunny in Philadelphia          | Richie                       | 1 epizód                               |
| 2013      |                                         | Key & Peele                                | különböző szerepek           | 2 epizód                               |
| 2013–2014 |                                         | Betas                                      | Dashawn                      | 4 epizód                               |
| 2014–2017 | Kingdom                                 | Kingdom                                    | Keith                        | mellékszerep (27 epizód)               |
| 2015      | Éjszakai műszak                         | The Night Shift                            | Oren Edwards                 | 1 epizód                               |
| 2015      | Blunt Talk                              | Blunt Talk                                 | közönség tagja               | 1 epizód                               |
| 2017      | Superstore – Az agyament műszak         | Superstore                                 | Vince                        | 1 epizód                               |
| 2017      |                                         | A Midsummer's Nightmare                    | Nick Bottoms                 | tévéfilm                               |
| 2018–2019 | A megtörhetetlen Kimmy Schmidt          | Unbreakable Kimmy Schmidt                  | Tripp Knob                   | 2 epizód                               |
| 2019–2025 | Cobra Kai                               | Cobra Kai                                  | Raymond "Rája" Porter        | mellékszerep, 15 epizód (2, 4–6. évad) |
| 2019      | WWE Smackdown                           | WWE Smackdown                              | Önmaga                       | 1 epizód                               |
| 2020      | Reno 911! – Zsaruk bevetésen            | Reno 911!                                  | Jeffy Renee Chisholm         | mellékszerep (6 epizód)                |
| 2021      | Hívások                                 | Calls                                      | Floyd (hangja)               | 1 epizód                               |
| 2021      | Menned kell! – Egy este Tim Robinsonnal | I Think You Should Leave with Tim Robinson | Scott                        | 1 epizód                               |
| 2022      |                                         | The Late Show With Stephen Colbert         | No One (hangja)              | 1 epizód                               |
| 2022      | Fekete madár                            | Black Bird                                 | Larry Hall                   | minisorozat (6 epizód)                 |
| 2023      |                                         | AEW Dynamite                               | Önmaga                       | 1 epizód                               |
| 2023      |                                         | AEW Rampage                                | Önmaga                       | 1 epizód                               |
| 2023      | Az afterparti                           | The Afterparty                             | Travis Gladrise              | főszerep, 10 epizód (2. évad)          |
| 2023      |                                         | Bupkis                                     | Hauser                       | 1 epizód                               |